# Douceline von Digne
Douceline von Digne (Fr. Douceline de Digne) (* um 1214; † 1. September 1274 in Marseille) war eine christliche Mystikerin, die als Heilige verehrt wird.

## Leben
Douceline war eine Tochter des Kaufmannes Berengar aus Digne in der Provence, ihr Bruder und Beichtvater war der Franziskanerspiritual Hugo von Digne. Sie trat zunächst in Genua einem Konvent der Klarissen bei, gründete aber um das Jahr 1240 am Fluss Robaut bei Hyères die erste Beginengemeinschaft der Provence. Douceline bezeichnete Maria als erste Begine und wollte aus Liebe zur Gottesmutter nach dieser göttlichen Eingebung selbst Begine genannt werden. Die Gründung einer zweiten Béguinage erfolgte 1255 in Marseille, wohin Douceline zuvor ihrem Bruder gefolgt war. Ihr Leben war dort von strengster Askese, unablässigem Gebet, Fasten und Selbstpeinigung bis hin zur Ekstase bestimmt. Nach dem Vorbild des heiligen Franz von Assisi trug sie ständig einen Strick um den Leib.
Obwohl Douceline wie auch ihr Bruder den millenaristischen Ideen des Joachim von Fiore anhing, war sie nach deren Verurteilung 1255 durch Papst Alexander IV. keiner Verfolgung ausgesetzt. Sie starb in Marseille und wurde dort in der Franziskanerkirche an der Seite ihres Bruders bestattet. An beider Grab wurden mehrere Wunder vermeldet, was zusätzlich zu ihrer heiligmäßigen Verehrung beitrug. Später ließ sich deswegen der heilige Ludwig von Toulouse neben ihnen bestatten. Die Kirche wurde 1524 abgerissen. Die Gebeine von Douceline und Hugo wurden zusammen mit anderen dort Bestatteten in die alte Kathedrale von Marseille übertragen. Als deren Westteil 1857 für den Bau der neuen Kathedrale abgetragen wurde, setzte man die dort gefundenen Überreste früherer Bischöfe und mit ihnen wohl auch die von Douceline und Hugo in den Altären der neuen Bischofskirche bei. In Hyères wurde 1970 die ihr gewidmete Kirche Sainte-Douceline eröffnet.
1297 wurde ihr eine auf provenzalisch geschriebene Vita (Vida de la benaurada sancta Doucelina, mayre de las donnees de Robaut) gewidmet, die vermutlich von ihrer Nachfolgerin als Vorsteherin der Schwesternschaft, Philippine de Porcellet, verfasst wurde.